# Felchow
Felchow ist ein Ortsteil der Stadt Schwedt/Oder im Landkreis Uckermark in Brandenburg. Er liegt zehn Kilometer vom Schwedter Stadtzentrum entfernt an der Landesstraße 284. Vom 31. Dezember 2001 bis zu deren Auflösung am 1. Januar 2021 war Felchow ein Ortsteil der Gemeinde Schöneberg.

## Geschichte

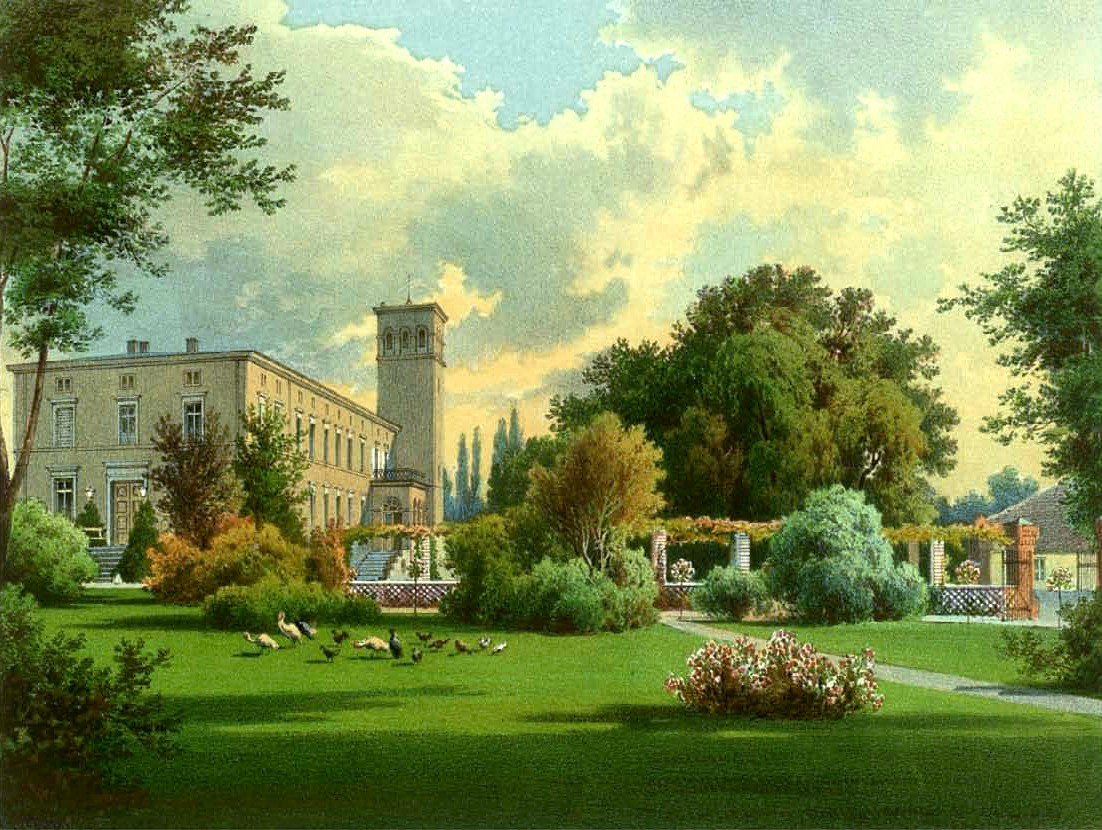
Schloss Felchow, um 1860

Die ältesten Besiedlungsspuren in der Gemarkung sind aus der Jungsteinzeit. Im 13. Jahrhundert wurde der Ort als Angerdorf angelegt. Von 1354 ist die älteste Erwähnung als Velchow erhalten. Seit dem 15. Jahrhundert gehörte Felchow zu Brandenburg. In den Jahren 1637 und 1638 wurde das Dorf im Dreißigjährigen Krieg verwüstet und danach wieder aufgebaut.
1608 gab es zwei Rittersitze, 15 Bauern und 16 Kossäten. Das Schloss wurde durch Friedrich August Stüler für den Gutsherrn von Winterfeld gebaut. 1860 wurden 21 Wohn- und neun Wirtschaftsgebäude, darunter eine Ziegelei, erwähnt.
2001 wurde Felchow in die Gemeinde Schöneberg eingegliedert. Zum 1. Januar 2021 wurde die Gemeinde Schöneberg aufgelöst und nach Schwedt/Oder eingemeindet.

## Persönlichkeiten
- Paul Hinneberg (1862–1934), Historiker, in Felchow geboren

## Sehenswürdigkeiten
- Dorfkirche, mittelalterlicher Feldsteinbau
- Gutsanlage
- mehrere Seen